# Hard X-ray Modulation Telescope
Hard X-ray Modulation Telescope (HXMT) (рус. Телескоп для работы с жёстким рентгеновским излучением) — китайская орбитальная рентгеновская обсерватория для наблюдения чёрных дыр, нейтронных звёзд и других явлений в рентгеновском и гамма-диапазонах космического излучения. Запущена 15 июня 2017 года 03:15 UTC. Создана на основе платформы, на базе которой создан исследовательский спутник наблюдений JianBing 3.
Проект разрабатывался с 2000 года Министерством науки и технологий Китая, совместно с китайской Академией наук и университетом Цинхуа.